# Ислам в коммунистической Албании
Ислам в коммунистической Албании (1945—1991), которой управляла Албанская партия труда и Энвер Ходжа, считался угрозой режиму. Коммунистическое правительство стремилось радикально перестроить албанское общество путем социальной, культурной и религиозной пропаганды коммунистической партии через албанский национализм в стремлении к достижению албанской идентичности.
Принципы секуляризации, заимствованные со времён национального возрождения и в военный период, продолжили использоваться и в послевоенное время. Помимо этого были приняты более радикальные подходы, чтобы изолировать религию от общественной сферы, что позволило Албании к 1967 году объявить себя атеистическим государством. Ислам в том виде, в каком его исповедуют мусульмане в Албании, претерпел глубокие изменения из-за преследования при коммунизме.
Мусульманское духовенство отправилось в тюрьму, большинство минаретов, мечетей, текке и суфийских святынь были разрушены, мусульманские религиозные обряды были запрещены. За приверженцами ислама осуществлялся государственный надзор спецслужбами, наказанию подвергались неподчиняющиеся граждане. В результате этого дети, родившиеся при албанском коммунистическом режиме, имели минимальное или полное отсутствие знаний об исламе.

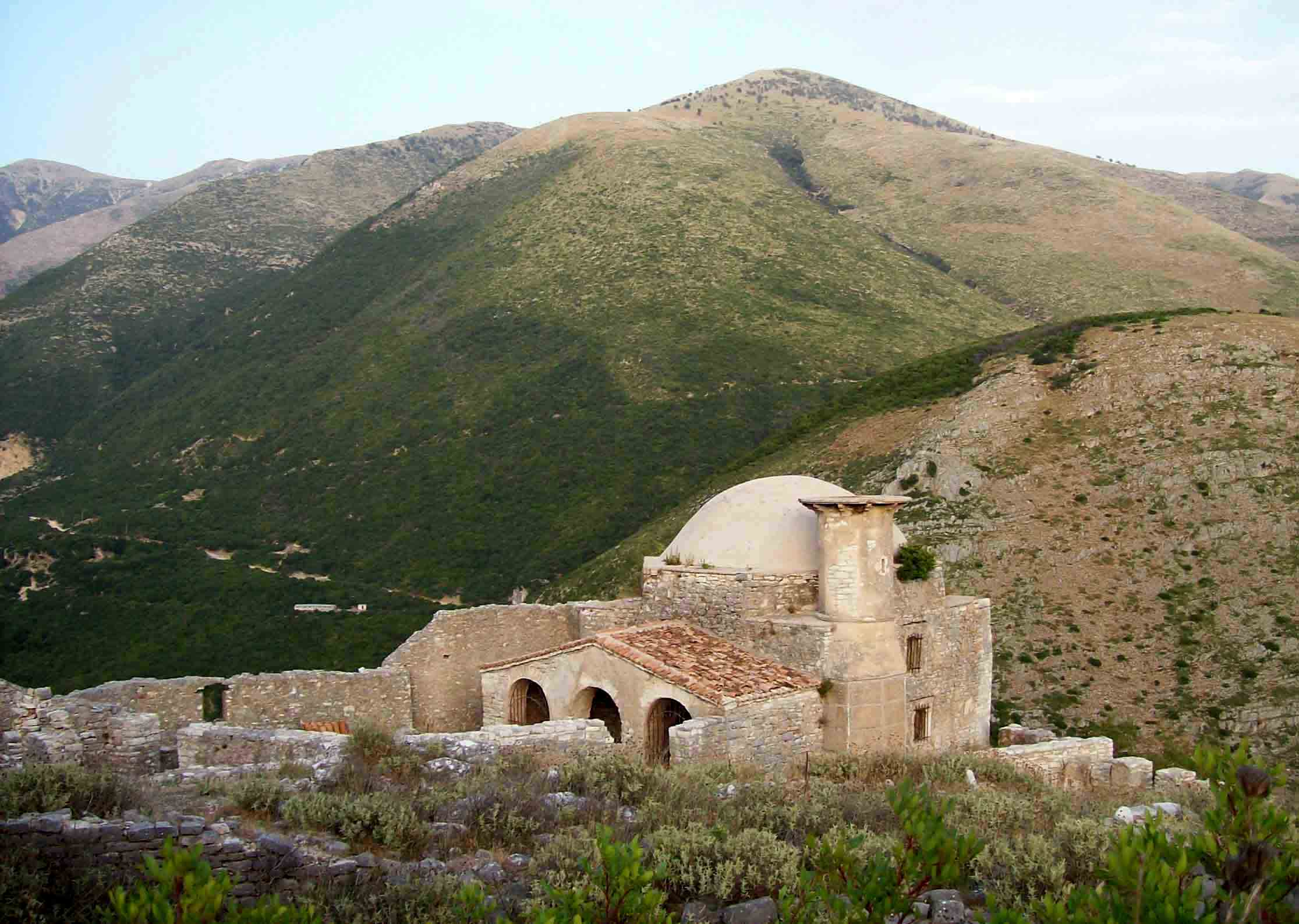
Старая разрушенная мечеть и разрушенный минарет коммунистических времен в Борше, южная Албания.

## Дискриминация и новые преследования (1945—1966)
После Второй мировой войны к власти пришел коммунистический режим, и мусульмане, большинство которых было из южной Албании, были сначала представлены среди коммунистического руководства, в их числе был и Энвер Ходжа (1908—1985), и его заместитель Мехмет Шеху (1913—1981), и другие. Албанское общество по-прежнему традиционно было разделено между четырьмя религиозными общинами. В переписи населения Албании 1945 года мусульмане составляли 72 % населения, 17,2 % были православными и 10 % католиками. Коммунистический режим через концепцию национального единства пытался создать национальную идентичность, которая выходила за рамки и размывала религиозные и другие различия с целью формирования унитарной албанской идентичности. Албанские коммунисты рассматривали религию как социальную угрозу, подрывающую единство нации. В этом контексте религии, такие как ислам, осуждались как иностранные, а духовенство, например, мусульманские муфтии, критиковалось как социально отсталые и считались подрывающими интересы Албании агентами. В 1949 году был принят закон, обязывающий религиозные учреждения пропагандировать албанскую коммунистическую партию. При этом все религиозные общины должны иметь свои штаб-квартиры в Албании. Бекташи без проблем заключили соглашения с коммунистическим государством, в которых определялось, что считалось допустимой деятельностью их религиозного духовенства, и декларировалось участие в коммунистических пропагандистских кампаниях. Коммунисты в то время относились к бекташи и к мусульманам-суннитам по-разному, поскольку часть духовенства бекташи и приверженцев умирали за страну во время боевых действий во Второй мировой войне, а руководители партии были потомками бекташи (в том числе и сам Энвер Ходжа). В то же время многих представителей духовенства мусульман-суннитов, таких как Мустафа-эфенди Вароши (муфтий Дурреса), Хафез Ибрагим Дибра (бывший великий муфтий Албании) и Джемал Пазари (видный шейх из Тираны), коммунисты обвинили в сотрудничестве с оккупационными державами стран Оси и отправили в тюрьмы.
Религиозные лидеры были выбраны коммунистической партией и действовали в качестве доверенных лиц, и этот процесс был жестоким: мусульманские лидеры-сунниты были заключены в тюрьмы и убиты. Спустя некоторое время та же участь постигла и лидеров бекташи. К 1947 году коммунистический режим заключил в тюрьму 44 мусульманских священнослужителя. В отличие от своих христианских коллег в албанских тюрьмах, мусульманское духовенство, заключенное в тюрьму коммунистическим режимом, практически не получало внимания на международном уровне в отношении своего положения, за исключением албанских организаций диаспоры. Суннитская албанская община к 1949 году под руководством великого муфтия Хафиза Муса Али попыталась добиться от Энвера Ходжи выполнения некоторых требований и предоставления условий . Она включали финансовую помощь, освобождение будущего мусульманского духовенства от армейской службы и перевод Корана на албанский язык. Последнее требование было отклонено, хотя первые приняли.
В 1950 году коммунистическое правительство ввело в действие Закон 743, в котором были изложены положения по статусам четырех религий в Албании. Суннитская община в то время находилась в ведении Главного совета, и его финансы поступали за счет дочерних бюджетов и пожертвований собственности. Поскольку орден Бекташи в Албании был всемирной штаб-квартирой, коммунисты разрешили контакты с внешними сообществами, связанными с ними, хотя для других религий в Албании это было запрещено. В 1955 году Хафиз Сулейман Мирто стал главным муфтием мусульманской общины, а с мая 1966 года по февраль 1967 года Хафиз Эсад Мифтия был последним муфтием в коммунистической Албании. После 1945 года, материальное имущество, земли и элементы общины, такие как мусульманский вакуф, были конфискованы государством. Медресе в Тиране было закрыто в 1965 году, мечети до 1965 года находились в ветхом состоянии из-за отсутствия финансов на ремонт.
Мусульманское архитектурное наследие было воспринято албанскими коммунистами как нежелательный пережиток османского периода, использовавшийся для обращения албанцев в ислам. В 1965 году коммунистический режим инициировал культурную революцию, основанную на китайской модели, которая привела к широкомасштабному разрушению большинства минаретов мечетей из-за того, что они были характерной чертой исламской архитектуры. К 1967 году в рабочем состоянии осталось всего 60 бекташистских монастырей. В контексте антирелигиозной политики коммунистического режима, начиная с 1960-х годов, родителям предписывали давать новорожденным детям нерелигиозные имена . Коммунистическая партия Албании считала ислам религией Османской империи — страны-оккупанта. Во времена коммунизма многочисленные историки из Албании с националистическими взглядами (Рамадан Мармаллаку, Кристо Фрашери, Скендер Анамали, Стефанак Полло, Скендер Ризай и Арбен Путо) намеренно подчеркивали «турецкую дикость» и «героическое христианское сопротивление» османскому государству. Ученые, сопротивлявшиеся этим антиисламским и антитурецким пропагандистским тенденциям, подвергались преследованиям, в то время как коммунистический режим выдвигал на первый план мифы, связанные со средневековыми албанцами, называя их «героическим пролетариатом».

## Секуляризация, иконоборчество и гонения (1967—1991)

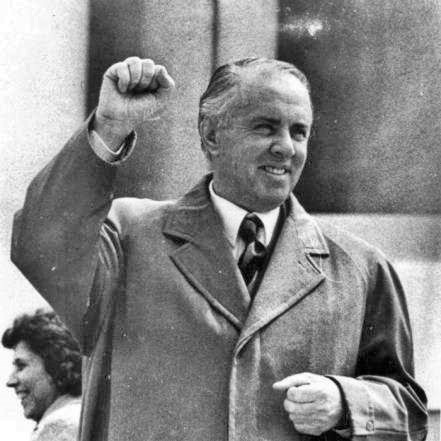
Энвер Ходжа (1908—1985), коммунистический лидер Албании

Вдохновленный стихотворением Пашко Васы конца 19 века о необходимости преодоления религиозных разногласий через албанское единство, Ходжа взял строфу «Вера албанцев — это албанство» и реализовал ее буквально как государственную политику. В 1967 году коммунистический режим объявил Албанию единственной нерелигиозной и атеистической страной в мире, запретив все формы религиозной практики в общественных местах. Мусульманские сунниты и духовенство бекташи вместе со своими католическими и православными собратьями подверглись жестоким преследованиям, и, чтобы предотвратить децентрализацию власти в Албании, многие из их лидеров были убиты. Джума или общинная пятничная молитва в мечети, которая включает в себя проповедь, была запрещена в Албании. Люди, которые все еще выполняли религиозные обряды, делали это тайно. Личное владение религиозной литературой, такой как Коран, было запрещено . Среди приверженцев бекташи передача знаний стала ограничиваться в пределах нескольких семейных кругов, которые в основном проживали в сельской местности. Мечети стали мишенью для албанских коммунистов, которые распространяли идеи коммунизма всеми способами. Разрушая мечети и запрещая религию, коммунисты заменяли её партийной идеологией. Таким образом, исламские постройки стали использоваться для партийных целей, становясь спортивными залами, складами, сараями, ресторанами, культурными центрами и кинотеатрами. Коммунистический режим благодаря политике разрушил мусульманский образ жизни и исламскую культуру в Албании.
В 1967 году в течение семи месяцев коммунистический режим уничтожил 2169 мусульманских зданий и других памятников. Из них было около 530 монастырей, тюрбе и святых дерга, которые принадлежали в основном ордену бекташи. После этого паломничество приверженцев бекташи к этим святыням стало ограниченным и происходило только в определенных местах, при том делался вид, что эти собрания проводятся с некой косвенной целью, например для пикника. Такая практика паломничества использовалась, например, при посещении тюрбе Сари Саллтек в Круе. Было разрушено 740 мечетей, некоторые из которых были выдающимися архитектурными объектами. Среди них выделяются мечеть Кубели в Кавайе, Мечеть в Пекини и две мечети в Эльбасане, построенные в 17 веке. Из примерно 1127 исламских зданий, существовавших в Албании до прихода коммунистов к власти, осталось только 50 мечетей, большинство из которых пришло в упадок. Некоторое количество мечетей, которые коммунисты считали объектами культурного и исторического значения, сохранились, например, мечеть Мурадие во Влёре, Свинцовая мечеть в Шкодере, мечеть Назиреша в Эльбасане, Свинцовая мечеть в Бекаре, Хисен-паша в Берате, Мечеть Фатих в Дурресе, мечеть Базар в Крудже, мечеть Алладжбеги в области Дибра, мечеть Мирахор в Корче, мечеть Теке в Гирокастре и мечеть Гджин Алекси в области Саранда. Объявленная также памятником культуры, мечеть Эфем Бей в Тиране была разрешена в качестве места для молитв и исламских ритуалов, но только для иностранных мусульманских дипломатов. В Тиране в 1991 году только две мечети могли использоваться для богослужений, и только девять мечетей османской эпохи пережили коммунистическую диктатуру. Некоторые албанские мусульмане из южной Албании быстро урбанизировались вместе с православными и интегрировались в государство после войны. Наряду с католиками суннитское мусульманское албанское население центральной и северной Албании было в основном маргинализовано и мало интегрировано в албанское государство, которое в 1970-х и 1980-х годах испытывало перенаселенность и экономические трудности. Таким образом, в поздний коммунистический период доля католиков и албанских мусульман в этих регионах росла больше, чем православная община на юге Албании. Из-за того, что религии не уделялось большого внимания, некоторые смешанные браки мусульман с православными или католиками имели место в поздний коммунистический период и в основном среди элиты.